# Christian Aichinger
Christian Aichinger (* 24. März 1951 in Wien) ist ein österreichischer Jurist und Bankmanager.
Christian Aichinger absolvierte sein Jurastudium in Wien, 1978 legte er die Rechtsanwaltsprüfung ab. Der Jurist startete seine Bankkarriere 1978 in der Girozentrale als Mitarbeiter der Abteilung Recht und Steuern. Am 1. März 1985 übernahm er die Position als Vorstandsdirektor der Wiener Neustädter Sparkasse und war dort seit September 2008 als Vorsitzender des Vorstandes tätig.
Während seiner Tätigkeit als Vorstandsdirektor übernahm Aichinger zahlreiche Positionen und Aufgaben innerhalb der Sparkassengruppe – darunter Obmann des Landesverbandes der NÖ Sparkassen und der Arge „s Regional“ (bis 24. März 2011). Er war Mitglied des Vorstandsausschusses und Vorstandes des Sparkassenverbandes. Aichinger wurde am 30. Mai 2011 von der Vollversammlung zum Präsidenten des Österreichischen Sparkassenverbandes gewählt – mit seinerzeit 46 regionalen Sparkassen, zudem auch Präsident der Erste Bank Österreich und der Zweite Sparkasse. Auch war er Vizepräsident der European Savings and Retail Banking Group (ESBG).